# Ramaria gelatinosa
Espèce
Ramaria gelatinosa est une espèce de champignon corallien de la famille des Gomphaceae. Il est communément dénommé gelatinous coral. On le trouve en Europe et en Amérique du Nord. L'espèce a été décrite pour la première fois par Theodor Holmskjold en 1790.
La variété oregonensis, signalée uniquement dans le Pacifique  Nord-Ouest, serait immangeable comme la plupart des espèces gélatineuses du genre pour la plupart des gens. Sa chair est translucide et gélatineuse, et elle présente une bande jaune sur la partie supérieure de la tige. On peut la trouver autour du bois tombé au sol. Vu au microscope, il diffère de var. gelatinosa.
Les espèces similaires, notamment R. flavigelatinosa, R. gelatiniaurantia et R. sandaricina, ne sont que légèrement gélatineuses.

## Systématique
Le nom correct complet (avec auteur) de ce taxon est Ramaria gelatinosa Holmsk., 1790.

## Publication originale
- Holmskjold, T, Beata ruris otia fungis danicis, vol. 1, 1790, p. 1-118